# La probabilidad estadística del amor a primera vista
La probabilidad estadística del amor a primera vista (título original en inglés: Love at First Sight) es una película de comedia romántica estadounidense dirigida por Vanessa Caswill y escrita por Katie Lovejoy, basada en la novela de 2011 La probabilidad estadística del amor a primera vista de Jennifer E. Smith. Está protagonizada por Haley Lu Richardson, Ben Hardy, Dexter Fletcher, Rob Delaney, Sally Phillips y Jameela Jamil.

## Reparto
- Haley Lu Richardson como Hadley Sullivan
- Ben Hardy como Oliver
- Dexter Fletcher como Val
- Sally Phillips como Tessa Jones
- Rob Delaney
- Jameela Jamil como narradora
- David Rubin como el Dr. Harrison Doyle
- Tom Taylor como Luther Jones

## Producción
En noviembre de 2020, Haley Lu Richardson se unió al elenco de la película, con Vanessa Caswill dirigiendo a partir de un guion de Katie Lovejoy, basado en la novela de 2011 The Statistical Probability of Love at First Sight de Jennifer E. Smith, con Richardson también elegido como productor ejecutivo. En enero de 2021, Ben Hardy, Dexter Fletcher, Rob Delaney, Sally Phillips y Jameela Jamil se unieron al elenco de la película, y la fotografía principal comenzó ese mismo mes.

## Estreno
En abril de 2022, Netflix compró los derechos mundiales de la película. Love at First Sight se estrenó el 15 de septiembre de 2023.
El 13 de septiembre de 2023, Netflix lanzó una vista previa de los primeros cuatro minutos de la película.